# Gheorghe Săsărman
Gheorghe Săsărman (Bukarest, 1941. április 9. –) román építész, szerkesztő, író. Regényeket, novellákat, tudományos-fantasztikus műveket ír.

## Élete
Észak-erdélyi görögkatolikus család sarja. A második világháború után a család visszatért Kolozsvárra, ahol iskoláit végezte. Érettségit az Emil Racoviță-középiskolában tett 1959-ben, majd a bukaresti Ion Mincu építészeti intézet kurzusait hallgatta, diplomáját 1965-ben szerezte meg.
Ezután a Scânteia című lapban építészeti és urbanisztikai cikkeket írt, 1974-ben a Contemporanul folyóirat szerkesztője lett.
Doktori címét 1978-ban építészetelméletből szerezte. Politikai okok miatt (egy testvére Kanadába disszidált) 1982-ben felhagyott az újságírással, s Aradon mint programozó tevékenykedett. Ezután ő is elhagyta Romániát, 1983-ban Németországba ment, ahol Münchenben telepedett le. Itt átképezte magát, s 2006-os nyugdíjazásáig számítástechnikával foglalkozott. Újságírói tevékenységéhez 1989-ben tért vissza.
Irodalmi pályafutását a középiskolában kezdte. Első önálló kötete 1963-ban jelent meg. Leginkább novellagyűjteményeket adott ki, ezekben hagyományos irodalmi írások váltakoznak fantasztikus novellákkal. Számos regénye is megjelent, ezek közül több német, francia, angol és spanyol nyelven is megjelent. Írásai német, francia, olasz, spanyol, lengyel, magyar és japán antológiában is megjelentek. 2005 és 2010 közt a müncheni Apposition Magazine szerkesztője és kiadója volt.
Magyar nyelven egy novellája jelent meg a Galaktika 12. számában A Ka kvantum címmel, 1975-ben.

## Fordítás
- Ez a szócikk részben vagy egészben  a   Gheorghe Săsărman című román Wikipédia-szócikk ezen változatának fordításán alapul.  Az eredeti cikk szerkesztőit annak laptörténete sorolja fel. Ez a jelzés csupán a megfogalmazás eredetét és a szerzői jogokat jelzi, nem szolgál a cikkben szereplő információk forrásmegjelöléseként.